# Georg J. Engelmann
Georg Julius Engelmann (* 2. Juli 1847 in St. Louis, Missouri, USA; † 16. November 1903 in Nashua, New Hampshire, USA) war deutschamerikanischer Arzt und Fachbuchautor.

## Leben
Engelmann war der Sohn des Arztes und Botanikers George Engelmann in St. Louis und der Dorothea Horstmann (1804–1879). Er studierte Medizin an der George Washington University, erwarb dort 1867 seinen B.A. und 1870 seinen M.A. Während der Zeit des amerikanischen Bürgerkriegs führte er ein genaues Kriegstagebuch, wobei seine Aufzeichnungen, soweit er es zu beurteilen vermochte, objektiv waren, obwohl er mit den Südstaaten sympathisierte. Ab 1867 setzte er an den Universitäten Tübingen, Wien und Paris fort und promovierte schließlich 1871 an der Universität Berlin.
Im Jahr 1873 kehrte er in seine Heimatstadt St. Louis zurück und ließ sich dort als praktischer Arzt nieder. Er heiratete in erster Ehe seine Cousine Emily Engelmann († 28. März 1890). Nach dem Tod seiner Ehefrau zog er im Jahr 1895 nach Boston (Massachusetts), wo er ein zweites Mal heiratete.
Engelmann erforschte die Geburtspraktiken indigener Völkern. Seine Sammlung von Essays und Zeichnungen zu diesem Fachgebiet aus dem Jahr 1882 ist noch heute aktuell, wobei Engelmann die aufrechte Position bei der Geburt im Gegensatz zur liegenden als sicherer für Mutter und Kind propagierte.

## Schriften (Auswahl)

Eine der Skizze von Georg Julius Engelmann von 1882

- Education not the cause of race decline, ohne Ort und Jahresangabe.
- The American girl of to-day; modern education and functional health, ohne Orts- und Jahresangabe.
- The health of the American girl as imperilled by the social conditions of the day, Verlag W.J. Dornan, 1891.
- History of obstetrics, Verlag Lea Brothers, 1888.
- The use of electricity in gynecological practice, St. Louis 1886.
- Labor among primitive peoples: Showing the development of the obstetric science of today, from the natural and instinctive customs of all races, civilized and savage, past and present, Verlag J. H. Chambers & Co, 1882 – Neudruck der Erstausgabe, Verlag Ams Press, 1975, ISBN 0-404-13257-X – Sonderausgabe, The Classics of Obstetrics & Gynecology Library, 1991.
- Die Geburt bei den Urvölkern. Eine Darstellung der Entwicklung der heutigen Geburtskunde aus den natürlichen und unbewussten Gebräuchen aller Rassen, aus dem Englischen mit Zusätzen von C. Hennig, Verlag Braumüller, Wien 1884.
- The mucous membrane of the uterus: With special reference to the development and structure of the deciduae, Verlag William Wood, 1875.
- On prolapse of the umbilical cord: Its cause and treatment, 1874.
- Fundamental principles of gynaecological electro-therapy; application and dosage, Verlag A. L. Chatterton, New York 1891.